# Destral de doble anell

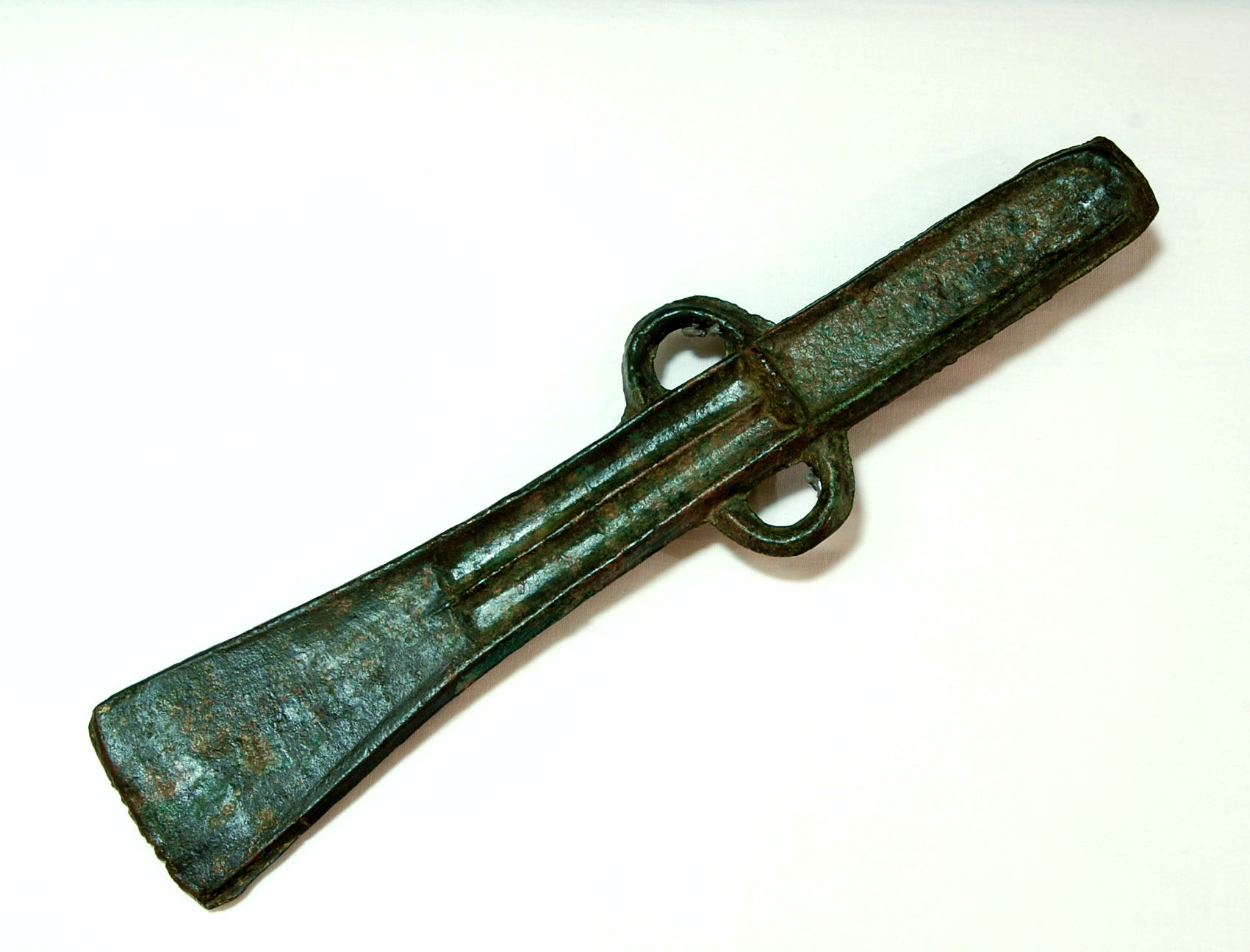
Destral conservada a la Biblioteca Museu Víctor Balaguer. Vilanova i la Geltrú. Núm d'inventari: BMVB-3174

Destral de bronze dels segles VII-VI aC. Trobada a Santa María de Paradela (Pontevedra), de 24,4 x 6,1 x 2,6 cm. Donació Ramón Valle, 1884. Inventari Biblioteca Museu Víctor Balaguer, número 3174.

## Descripció
Pertany a l'època del bronze final III. És una destral de taló de doble anella del tipus II b, segons la cronologia de Mac White. Feta amb motlle, aquest tipus és semblant al de Samieira (Pontevedra) i sol tenir una altra proporció d'estany en comparació amb el de coure i altres elements minoritaris com el plom, el zinc o l'arsènic.
Aquest tipus de destral te fulla de perfils paral·lels, tall curt i nervadura central que no sobrepassa els dos terços de la longitud total de la fulla. Es va trobar l'any 1881 a la parròquia de Santa María de Paraleda, del municipi de Mosteiro, en el partit judicial de Cambados (Pontevedra), dins d'una caixa formada per lloses, amb setanta-dues peces més, que s'han perdut.
Aquest tipus és característic del nord-oest de la Península i són nombroses les troballes a Galicia d'objectes de bronze en acobillos o dipòsits de mercaders de l'època del bronze final III-IV Atlàntic. El tipus s'escampa per la Meseta, el litoral cantàbric, la Bretanya i el sud d'Anglaterra. Alguns autors atribueixen aquest comerç a l'expansió de la cultura tartèssia en aquells moments. Altres troballes conegudes a Pontevedra són les d'O Hío, Samieira i Ribadelouro. La Peça fou donada l'1 de novembre de 1884 per l'acadèmic de la Història, Ramón del Valle. Acadèmic de la Història i pare del Premi Nobel de Literatura, Ramón del Valle-Inclán, estudiada per Albert Ferrer Soler. Amb carta dirigida a Víctor Balaguer i publicada al BMVB.